# Guy Ligier
Guy Camille Ligier (ur. 12 lipca 1930 w Vichy, zm. 23 sierpnia 2015 w Nevers) – francuski kierowca wyścigowy. Założyciel firmy i zespołu Ligier.
Był graczem rugby w klubie RC Vichy Rugby – drużyna z nim w składzie doszła do ćwierćfinału w mistrzostwach Francji w 1952 roku. Dzięki dobrym wynikom dostał powołanie do kadry B reprezentacji narodowej. W 1959 i 1960 został podwójnym mistrzem motocyklowym Francji w klasie 350 cm³ i 500 cm³. W latach 1966-1967 był kierowcą Formuły 1. Brał też udział w wyścigach 24h Le Mans latach 1964–1973.

## Wyniki w Formule 1
| Legenda oznaczeń w tabelach wyników Wyświetl szablon na nowej stronie | Legenda oznaczeń w tabelach wyników Wyświetl szablon na nowej stronie                                                                     |
| Oznaczenie                                                            | Wyjaśnienie |
| --------------------------------------------------------------------- | --- |
| Złoty                                                                 | Zwycięzca lub mistrzostwo |
| Srebrny                                                               | 2. miejsce lub wicemistrzostwo |
| Brązowy                                                               | 3. miejsce lub II wicemistrzostwo |
| Zielony                                                               | Ukończył, punktował (w klasyfikacji generalnej, gdy zdobył co najmniej jeden punkt na przestrzeni sezonu, poza trzema powyższymi opcjami) |
| Niebieski                                                             | Ukończył, nie punktował (w klasyfikacji generalnej, gdy nie zdobył co najmniej jednego punktu na przestrzeni sezonu)                      |
| Czerwony                                                              | Nie zakwalifikował się (NZ) |
| Czerwony                                                              | Nie prekwalifikował się (NPK) |
| Różowy                                                                | Nie ukończył (NU) |
| Różowy                                                                | Niesklasyfikowany (NS) (w klasyfikacji generalnej, gdy nie został sklasyfikowany w żadnym wyścigu sezonu)                                 |
| Czarny                                                                | Zdyskwalifikowany (DK) |
| Czarny                                                                | Wykluczony (WYK/EX) |
| Biały                                                                 | Nie wystartował (NW) |
| Biały                                                                 | Kontuzjowany (K/INJ) |
| Biały                                                                 | Wyścig odwołany (OD/C) |
| Bez koloru                                                            | Został wycofany (WYC/WD) |
| Bez koloru                                                            | Nie przybył (NP/DNA) |
| Bez koloru                                                            | Nie brał udziału w treningach (NT/DNP) |
| Bez koloru                                                            | Nie został zgłoszony (–) |
| Pogrubienie                                                           | Start z pole position |
| Kursywa                                                               | Najszybsze okrążenie wyścigu |
| †                                                                     | Nie ukończył, ale jego rezultat został zaliczony ze względu na przejechanie więcej niż 90% dystansu wyścigu.                              |
| *                                                                     | Sezon w trakcie |
| 1/2/3                                                                 | Punktowana pozycja w sprincie kwalifikacyjnym                                                                                             |
| Lista systemów punktacji Formuły 1                                    | |

| Sezon | Zespół     | Bolid        | Silnik   | Wyniki w poszczególnych eliminacjach | Wyniki w poszczególnych eliminacjach | Wyniki w poszczególnych eliminacjach | Wyniki w poszczególnych eliminacjach | Wyniki w poszczególnych eliminacjach | Wyniki w poszczególnych eliminacjach | Wyniki w poszczególnych eliminacjach | Wyniki w poszczególnych eliminacjach | Wyniki w poszczególnych eliminacjach | Wyniki w poszczególnych eliminacjach | Wyniki w poszczególnych eliminacjach | Wyniki kierowców | Wyniki kierowców |
| Sezon | Zespół     | Bolid        | Silnik   | MCO                                  | BEL                                  | FRA                                  | GBR                                  | NLD                                  | DEU                                  | ITA                                  | USA                                  | MEX                                  |                                      |                                      | Punkty           | Pozycja          |
| ----- | ---------- | ------------ | -------- | ------------------------------------ | ------------------------------------ | ------------------------------------ | ------------------------------------ | ------------------------------------ | ------------------------------------ | ------------------------------------ | ------------------------------------ | ------------------------------------ | ------------------------------------ | ------------------------------------ | ---------------- | ---------------- |
| 1966  | Guy Ligier | Cooper T81   | Maserati | NS                                   | NS                                   | NS                                   | 10                                   | 9                                    | WD                                   | –                                    | –                                    | –                                    |                                      |                                      | 0                | 24               |
| Sezon | Zespół     | Bolid        | Silnik   | ZAF                                  | MCO                                  | NLD                                  | BEL                                  | FRA                                  | GBR                                  | DEU                                  | CAN                                  | ITA                                  | USA                                  | MEX                                  | Punkty           | Pozycja          |
| 1967  | Guy Ligier | Cooper T81   | Maserati | –                                    | –                                    | –                                    | 10                                   | NS                                   |                                      |                                      |                                      |                                      |                                      |                                      | 1                | 19               |
| 1967  | Guy Ligier | Brabham BT20 | Repco    |                                      |                                      |                                      |                                      |                                      | 10                                   | 8*                                   | –                                    | NU                                   | NU                                   | 11                                   | 1                | 19               |

- * Guy Ligier finiszował na 8. miejscu, jednak otrzymał punkt za 6. miejsce, ponieważ przed nim do mety dojechało dwóch kierowców Formuły 2, którzy nie otrzymywali punktów.